# Yamaga
Yamaga (japanska: 山鹿市?, Yamaga-shi) är en stad i Kumamoto prefektur i Japan. Staden fick stadsrättigheter 1954.